# Xuxa Dance
Xuxa Dance é o décimo sétimo álbum de estúdio e o quinto em espanhol da cantora e apresentadora brasileira Xuxa. Lançado em dezembro de 1996 pela Polygram, o álbum rapidamente conquistou disco de ouro na Argentina em fevereiro de 1997, segundo a revista Billboard. Este foi o primeiro álbum adolescente de Xuxa voltado para o público hispânico.

## Produção
Xuxa Dance foi produzido por Christian de Walden e Max di Carlo, com coprodução e engenharia de Walter Clissen. As gravações ocorreram nos estúdios Flamingo Café Recording Studio, em  Studio City, Califórnia; Hollywood Studios S.R.L., em Roma; e Enterprise Studios, em Burbank, Califórnia. O álbum foi masterizado por Brian Gardner nos estúdios Bernie Grundman Mastering, em Hollywood, e contou com programação e gravações adicionais de Steve Bulgherine, Nima Makhlouf e Barbara Vannozi, também em Roma. A distribuição internacional ficou a cargo da Mercury Records (Estados Unidos) e da PolyGram (América Latina).
A canção "Los Amigos de Mis Amigas Son Mis Amigos" é a única do álbum que não foi escrita pelos autores Max di Carlo, Christian de Walden e Graciela Carballo, excluindo a regravação de "Ilarié". Ao todo, foram gravadas 14 músicas, mas, por motivos desconhecidos, duas delas não foram incluídas na seleção final. Durante o mesmo período de produção do disco, Xuxa gravou a canção "Amém" com os mesmos produtores, que se tornou bastante popular em seus especiais e shows, sendo regravada em 2009 para o álbum Natal Mágico. Os clipes das músicas "Los Amigos de Mis Amigas Son Mis Amigos" e "Esto de Quererte" foram filmados em Miami.

## Lançamento e recepção
| Críticas profissionais                                                      | Críticas profissionais |
| Avaliações da crítica                                                       | Avaliações da crítica  |
| Fonte                                                                       | Avaliação              |
| --------------------------------------------------------------------------- | ---------------------- |
| Allmusic                                                                    | [ 6 ]                  |
| Esta tabela precisa de ser acompanhada por texto em prosa. Consulte o guia. |                        |

O álbum Xuxa Dance foi lançado em dezembro de 1996 na Argentina, onde rapidamente alcançou o nono lugar entre os mais vendidos. No mês seguinte, subiu para a terceira posição, atrás apenas dos álbuns Tango de Julio Iglesias e Tropimatch de Sergio El Lobizón Del Oeste segundo a revista Billboard. Por fim, o álbum conseguiu alcançar o topo das paradas na Argentina, provando ter sido um grande êxito no país. Ganhou disco de ouro e platina por vender 120 mil cópias. 
Composto principalmente por faixas dance e eletrônicas, o álbum inclui algumas baladas e uma versão remix de "Ilariê" com vocais regravados. Para promover o CD, Xuxa realizou duas apresentações em programas da rede Telefé na Argentina, El Show en el Park e La Movida del Verano!, que tinha média de 8 pontos de audiência, conquistou 18 pontos e picos de 24 devido a apresentação da loira. Além de se apresentar no parque Disneyland nos EUA. No entanto, devido à gravação de seu novo disco no Brasil, Tô de Bem com a Vida, sua agenda ficou apertada, o que limitou a divulgação do álbum.
Depois da Argentina, Xuxa Dance foi lançado no México e nos Estados Unidos, onde teve uma recepção um pouco melhor do que seu antecessor, El Pequeño Mundo.  Mesmo apresentando seus programas no Brasil, Xuxa Park e Planeta Xuxa, ela incluiu músicas do álbum em suas performances, apesar de não ter sido lançado no país.

## Lista de faixas
Todas as canções produzidas por Christian de Walden e Max di Carlo, e coproduzidas por Walter Clissen.
| N.º            | Título                                    | Compositor(es)                                      | Duração |  |
| 1.             | "Magia Total"                             | Max di Carlo Christian de Walden Graciela Carballo  | 3:57    |  |
| 2.             | "Querido Profesor"                        | di Carlo de Walden Carballo                         | 4:00    |  |
| 3.             | "Esto de Quererte"                        | di Carlo de Walden Carballo                         | 4:24    |  |
| 4.             | "Los Amigos de Mis Amigas Son Mis Amigos" | José Manuel Bravo Carlos de France                  | 3:36    |  |
| 5.             | "Un Beso"                                 | di Carlo de Walden Carballo                         | 3:52    |  |
| 6.             | "Pesadilla"                               | di Carlo de Walden Carballo                         | 3:56    |  |
| 7.             | "Alas Doradas"                            | di Carlo de Walden Carballo                         | 3:19    |  |
| 8.             | "Como Hacen Los Campeones"                | di Carlo de Walden Carballo                         | 3:56    |  |
| 9.             | "Ilarié"                                  | Cid Guerreiro Dito Ceinha Cristina Larraura ( vs. ) | 4:02    |  |
| 10.            | "Maníaca" ("Dance Maniac")                | di Carlo de Walden Carballo                         | 3:45    |  |
| 11.            | "Alguién Igual Que Tú"                    | di Carlo Ludis Sorto Carballo                       | 4:10    |  |
| 12.            | "Yo Te Doy Mi Corazón"                    | di Carlo Sorto Carballo                             | 3:47    |  |
| Duração total: | Duração total:                            | Duração total:                                      | 46:44   |  |

## Créditos
- Fotos: André Schiliró
- Figurinista: Xuxa, Fabiana Kherlakian
- Gravado nos estúdios: Flamingo Café Recording Studios
- Studio City, Hollywood Studios S.R.L.
- Enterprise Studios
- Cabelo e Maquiagem: Mauro Freire
- Masterização: Brian Gardner
- Produção: Christian de Walden, Max di Carlo
- Projeto gráfico: Patrícia Chueke, Ge Alves Pinto
- Co-produção: Walter Clissen

## Certificações
| País      | Certificador | Certificação | Vendas  |
| --------- | ------------ | ------------ | ------- |
| Argentina | CAPIF        | 2× Platina   | 120,000 |
| Chile     | IFPI Chile   | Platina      | 20,000  |

## Histórico de lançamentos
| País      | Data | Formato(s) | Gravadora        |
| --------- | ---- | ---------- | ---------------- |
| Argentina | 1996 | CD K7      | PolyGram Mercury |
| EUA       | 1996 | CD         | PolyGram Mercury |
| Espanha   | 1996 | CD         | PolyGram Mercury |
| Venezuela | 1996 | CD         | PolyGram Mercury |
| Chile     | 1996 | CD         | PolyGram Mercury |
| México    | 1996 | CD K7      | PolyGram Mercury |